# Carlyle, Illinois
Carlyle là một thành phố thuộc quận Clinton, tiểu bang Illinois, Hoa Kỳ. Năm 2010, dân số của thành phố này là 3281 người.

## Dân số
Dân số qua các năm:
- Năm 2000: 3406 người.
- Năm 2010: 3281 người.